# 海軍史 (雑誌)
海軍史（Naval History）はアメリカ海軍協会が1987年より発行している雑誌。隔月刊。